# Hrvoje Perić
Hrvoje Perić (nacido el 25 de octubre de 1985 en Dubrovnik) es un jugador de baloncesto croata que actualmente milita en el Pallacanestro Trieste de la Serie B (baloncesto italiano). Con 2,03 metros de estatura, juega en la posición de alero.

## Equipos
- 2000-2001  Dubrovnik
- 2001-2002  Plastik Solin
- 2002-2008 KK Split
- 2008-2010 KK Zadar
- 2010-2011 Pallacanestro Treviso
- 2011-2012 CB Málaga
- 2012 KK Zagreb
- 2012-2013 Vanoli Cremona
- 2013-2018 Reyer Venezia Mestre
- 2018-2020  Pallacanestro Trieste
- 2020-2021  Basket Club Ferrara
- 2021 Pallacanestro Trieste
- 2021-Act. Benedetto XIV Cento[2]